# إيفان ديوركوفيتش
إيفان ديوركوفيتش مواليد 20 فبراير 1986 في براني، جمهورية يوغوسلافيا الاشتراكية الاتحادية، هو لاعب كرة يد مونتينيغري معتزل.

## الإنجازات

### النادي
- الدوري الصربي لكرة اليد :

-  الوصافة (1) : 2007
-  المركز الثالث (1) : 2006

- دوري الجبل الأسود لكرة اليد

-  المركز الثالث (1) : 2010